# Branislav Mezei
Branislav Mezei (* 8. Oktober 1980 in Nitra, Tschechoslowakei) ist ein slowakischer Eishockeyspieler, der seit Oktober 2014 beim HK Nitra in der slowakischen Extraliga unter Vertrag steht.

## Karriere
Branislav Mezei begann seine Karriere als Eishockeyspieler in der Jugend des HK Nitra, in der er bis 1997 aktiv war. Anschließend spielte er drei Jahre lang für die Belleville Bulls, die ihn beim CHL Import Draft 1997 in der zweiten Runde als insgesamt 57. Akteur gezogen hatten, in der kanadischen Top-Juniorenliga Ontario Hockey League. In diesem Zeitraum wurde er im NHL Entry Draft 1999 in der ersten Runde als insgesamt zehnter Spieler von den New York Islanders ausgewählt.

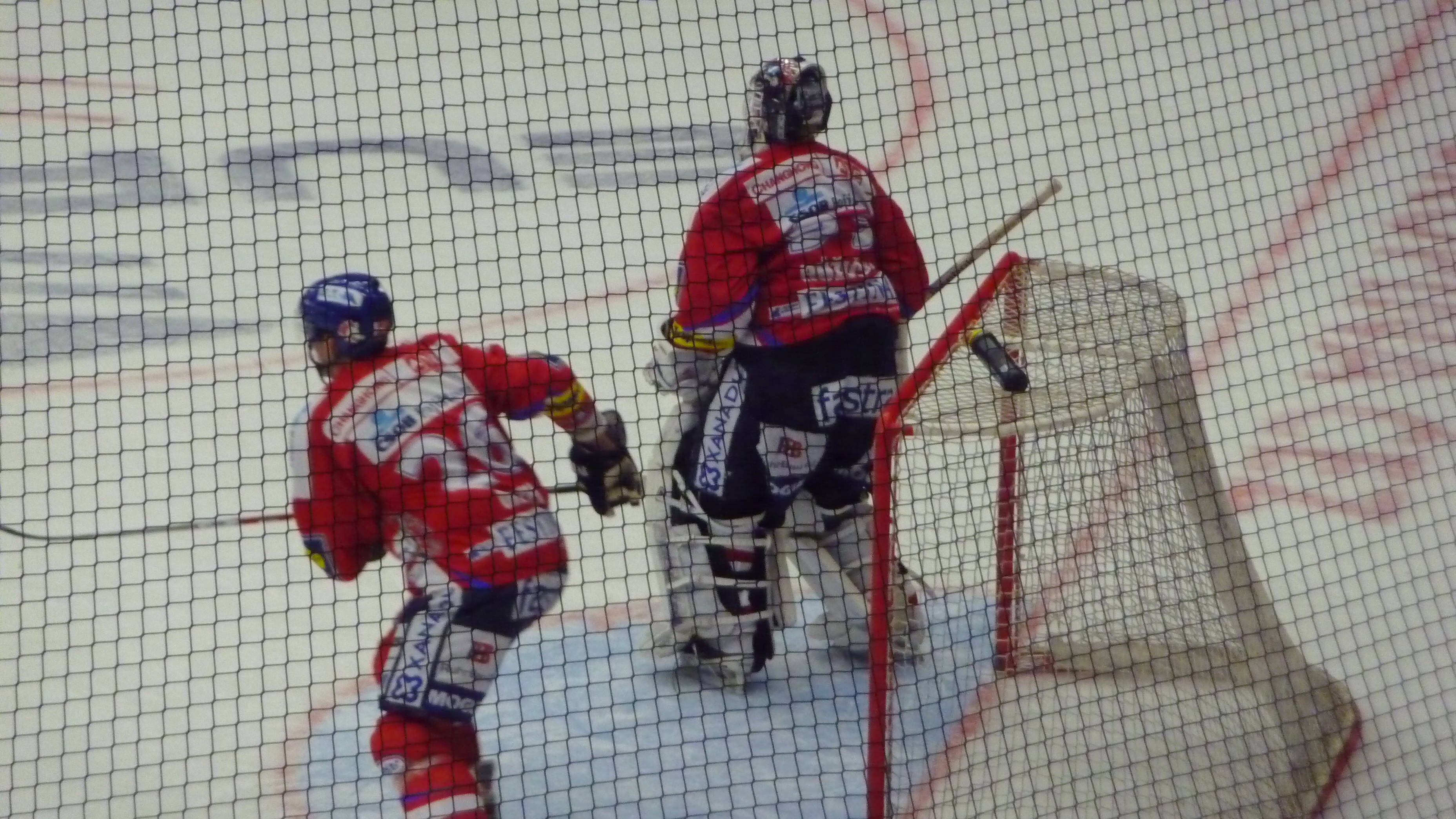
Branislav Mezei (li.) im Trikot des HC Pardubice

Für die Islanders gab er in der Saison 2000/01 sein Debüt in der National Hockey League. In seinem Rookiejahr erzielte der Verteidiger in 42 Spielen fünf Scorerpunkte, darunter ein Tor. In der folgenden Spielzeit gab er weitere zwei Vorlagen in 24 NHL-Einsätzen. Während seiner zwei Jahre in New York lief der Linksschütze zudem für deren Farmteams aus der American Hockey League, die Lowell Lock Monsters und Bridgeport Sound Tigers, auf. Am 3. Juli 2002 wurde Mezei im Tausch für Jason Wiemer an die Florida Panthers abgegeben, für die er die folgenden sechs Jahre lang spielte. Einzig während des Lockouts in der NHL-Spielzeit 2004/05 stand er in Europa für den HC Oceláři Třinec in der tschechischen Extraliga sowie den HC Dukla Trenčín in der slowakischen Extraliga auf dem Eis. Im Sommer 2008 wurde der Slowake von Barys Astana aus der neugegründeten Kontinentalen Hockey-Liga verpflichtet. Nach nur einer Saison in Astana wechselte Mezei zunächst zum HC Plzeň in die tschechische Extraliga, wo er in 18 Liga-Spielen auf dem Eis stand. Ende Oktober 2009 wurde er von den Espoo Blues verpflichtet, die damit auf ihre Defensivschwäche reagierten.
Im Juni 2010 wurde Mezei vom HC Pardubice verpflichtet. Zur Saison 2011/12 schloss er sich dem slowakischen KHL-Neuling HC Lev Poprad an.
Im August 2014 wechselte Mezei innerhalb der KHL zum KHL Medveščak Zagreb, wo er einen Einjahresvertrag unterschrieb. Nach nur acht Spielen für den Klub wurde sein Vertrag in gegenseitigem Einvernehmen aufgelöst und kehrte Ende Oktober 2014 zu seinem Heimatverein, dem HK Nitra, zurück.

### International
Für die Slowakei nahm Mezei an den U20-Junioren-Weltmeisterschaften 1999 und 2000 teil. Des Weiteren stand er im Aufgebot der Slowakei bei den Weltmeisterschaften 2001, 2004 und 2008, sowie beim World Cup of Hockey 2004.

## Erfolge und Auszeichnungen
- 1999 Bronzemedaille bei der U20-Junioren-Weltmeisterschaft
- 1999 J.-Ross-Robertson-Cup-Gewinn mit den Belleville Bulls
- 2000 OHL First All-Star Team
- 2016 Slowakischer Meister mit dem HK Nitra

## Statistik
(Stand: Ende der Saison 2010/11)